# Arturo Burato
Arturo Burato (Montebello Vicentino, 17 ottobre 1898 – San Bonifacio, 25 ottobre 1967) è stato un politico italiano.

## Biografia
Nato a Montebello Vicentino, a cinque anni si trasferì con la famiglia a San Bonifacio. Dopo aver conseguito la licenza elementare dovette contribuire all'economia familiare come contadino. Fin da giovane fu introdotto negli ambienti della cooperazione cattolica e partecipò alle attività della compagnia teatrale locale.
A diciassette anni partecipò alla prima guerra mondiale come volontario, meritando la medaglia al valore di bronzo. A partire dal 1922 ricoprì la carica di segretario politico del Partito Popolare di San Bonifacio. Durante il ventennio fascista, poiché non aderiva alle idee del regime, fu emarginato dall'attività politico-amministrativa. Nel frattempo si sposò con Teresa Carrarini (1928) e si dedicò al lavoro agricolo.
Verso la fine della seconda guerra mondiale aderì al movimento partigiano e diede ospitalità a soldati alleati e a disertori tedeschi in fuga. Quando le truppe tedesche abbandonarono il paese, il primo maggio 1945, fu proclamato sindaco di San Bonifacio dal Comitato di Liberazione Nazionale. Fu rieletto nel 1946 e rimase in carica fino al 1953. Il 2 giugno 1946 fu eletto deputato all'Assemblea Costituente; fu rieletto alle elezioni politiche del 1948 e rimase in carica fino al 1953. Rinunciò in seguito agli impegni presso la capitale, poiché lo tenevano troppo tempo lontano da casa.
Da sindaco di San Bonifacio, primo del dopoguerra, realizzò importanti opere pubbliche, come la Cantina Sociale, il metanodotto, lo stadio, l'ampliamento dell'ospedale, il potenziamento dei servizi ferroviari.
Negli anni sessanta si occupò della gestione dell'ospedale, ricoprendone la carica di presidente, e fu presidente provinciale dell'Unione coltivatori diretti e del Consorzio Ortofrutticolo di Belfiore d'Adige.